# 1010年代
| 千纪： | 2千纪                                                                                            |
| 世纪： | 10世纪 \| 11世纪 \| 12世纪                                                                       |
| 年代： | 980年代 \| 990年代 \| 1000年代 \| 1010年代 \| 1020年代 \| 1030年代 \| 1040年代                   |
| 年份： | 1010年 \| 1011年 \| 1012年 \| 1013年 \| 1014年 \| 1015年 \| 1016年 \| 1017年 \| 1018年 \| 1019年 |

## 大事记
- 1010年，高丽国西北巡檢使康肇，殺高麗穆宗王誦，立王弟王詢為高丽显宗。辽聖宗耶律隆緒起兵討弒君之罪，軍至高麗銅州，斬康肇。再陷開京，王詢出奔。
- 1016年，宋久旱，大蝗，彌覆郊野，過京師開封，宋真宗趙恒命諸路轉運使督民捕蝗。
- 1017年，契丹樞密使蕭哈綽攻高麗，圍興化城，不能克，敗還。
- 1018年，契丹東平郡王蕭排押攻高麗，戰於茶陀河，契丹大敗。
- 1019年，宋中書侍郎平章事寇準與參知政事丁謂交恶。